# Сви (тауншип, Миннесота)
Сви (англ. Svea) — тауншип в округе Китсон, Миннесота, США. На 2000 год его население составило 60 человек.

## География
По данным Бюро переписи населения США площадь тауншипа составляет 92,8 км², из которых 92,8 км² занимает суша, водоёмов нет.

## Демография
По данным переписи населения 2000 года здесь находились 60 человек, 21 домохозяйство и 14 семей. Плотность населения —  0,6 чел./км². На территории тауншипа расположено 23 постройки со средней плотностью 0,2 построек на один квадратный километр. Расовый состав населения: 95,00 % белых, 1,67 % азиатов и 3,33 % приходится на две или более других рас. Испанцы или латиноамериканцы любой расы составляли 1,67 % от популяции тауншипа.
Из 21 домохозяйства в 33,3 % воспитывались дети до 18 лет, в 57,1 % проживали супружеские пары, в 4,8 % проживали незамужние женщины и в 33,3 % домохозяйств проживали несемейные люди. 33,3 % домохозяйств состояли из одного человека, при том 19,0 % из — одиноких пожилых людей старше 65 лет. Средний размер домохозяйства — 2,86, а семьи — 3,57 человека.
31,7 % населения — младше 18 лет, 6,7 % — в возрасте от 18 до 24 лет, 25,0 % — от 25 до 44, 28,3 % — от 45 до 64, и 8,3 % — старше 65 лет. Средний возраст — 35 лет. На каждые 100 женщин приходилось 93,5 мужчин. На каждые 100 женщин старше 18 приходилось 78,3 мужчин.
Средний годовой доход домохозяйства составлял 36 563 доллара, а средний годовой доход семьи —  51 250 долларов. Средний доход мужчин —  28 000  долларов, в то время как у женщин — 51 250. Доход на душу населения составил 25 079 долларов. За чертой бедности находились 12,5 % семей и 9,0 % всего населения тауншипа, из которых 8,0 % младше 18 лет.